# Supercopa Argentina 2019
La Supercopa Argentina 2019, llamada «Supercopa Argentina YPF» 2019, por motivos de patrocinio, fue la octava edición de este certamen. La disputaron entre Racing Club, campeón de la Superliga Argentina 2018-19 y River Plate, campeón de la Copa Argentina 2018-19. Originalmente estaba planeado para jugarse el 20 de marzo de 2020 pero el partido se postergó hasta el 4 de marzo de 2021, a causa de las medidas restrictivas generadas por la pandemia de covid-19.
El campeón fue River Plate, que obtuvo la copa por segunda vez, al vencer a Racing Club por 5-0. Siendo esta la victoria más abultada en la historia de la competición superando el 4-0 de San Lorenzo a Boca Juniors en 2015.
Este fue el primer partido oficial para inaugurar el Estadio Único Madre de Ciudades de la ciudad de Santiago del Estero.

## Equipos clasificados
| Racing Club | Campeón de la Superliga Argentina 2018-19 |
| River Plate | Campeón de la Copa Argentina 2018-19      |

## Partido
| 4 de marzo de 2021, 22:10 (UTC-3) | Racing Club | 0:5 (0:1) | River Plate                                                                      | Estadio Único Madre de Ciudades, Santiago del Estero   |                                                        |
|                                   |             | Reporte   | Borré 30' · J. Álvarez 68' · De la Cruz 70' · Miranda 72' (a.g.) · M. Suárez 80' | Asistencia: Sin espectadores Árbitro(s): Darío Herrera | Asistencia: Sin espectadores Árbitro(s): Darío Herrera |

### Ficha
| 1          | Guardameta     | Gabriel Arias      |     |  |
| 8          | Defensa        | Fabricio Domínguez |     |  |
| 30         | Defensa        | Leonardo Sigali    | 78' |  |
| 40         | Defensa        | Joaquín Novillo    |     |  |
| 35         | Defensa        | Lorenzo Melgarejo  |     |  |
| 23         | Centrocampista | Nery Domínguez     | 66' |  |
| 19         | Centrocampista | Leonel Miranda     |     |  |
| 28         | Centrocampista | Tomás Chancalay    | 87' |  |
| 22         | Centrocampista | Nicolás Reniero    | 46' |  |
| 10         | Centrocampista | Matías Rojas       | 66' |  |
| 9          | Delantero      | Enzo Copetti       |     |  |
| Entrenador | Entrenador     | Juan Antonio Pizzi |     |  |

| 1          | Guardameta     | Franco Armani      |     |
| 17         | Defensa        | Paulo Díaz         |     |
| 2          | Defensa        | Robert Rojas       |     |
| 6          | Defensa        | David Martínez     |     |
| 20         | Defensa        | Milton Casco       |     |
| 24         | Centrocampista | Enzo Pérez         | 82' |
| 3          | Defensa        | Fabrizio Angileri  |     |
| 11         | Centrocampista | Nicolás de la Cruz | 82' |
| 10         | Centrocampista | Jorge Carrascal    | 61' |
| 7          | Delantero      | Matías Suárez      | 82' |
| 19         | Delantero      | Rafael Borré       | 67' |
| Entrenador | Entrenador     | Marcelo Gallardo   |     |

| 29 | Centrocampista | Aníbal Moreno      | 46' |
| 20 | Delantero      | Darío Cvitanich    | 66' |
| 15 | Centrocampista | Ignacio Piatti     | 66' |
| 16 | Centrocampista | Mauricio Martínez  | 78' |
| 18 | Defensa        | Ezequiel Schelotto | 87' |

| 8  | Centrocampista | Agustín Palavecino | 61' |
| 9  | Delantero      | Julián Álvarez     | 67' |
| 23 | Centrocampista | Leonardo Ponzio    | 82' |
| 5  | Centrocampista | Bruno Zuculini     | 82' |
| 15 | Delantero      | Federico Girotti   | 82' |

| Anotado           | 31' | Rafael Borré       | 0:1 |
| Anotado           | 69' | Julián Álvarez     | 0:2 |
| Anotado           | 70' | Nicolás de la Cruz | 0:3 |
| Anotado · Autogol | 73' | Leonel Miranda     | 0:4 |
| Anotado           | 81' | Matías Suárez      | 0:5 |

| Amonestado | 8'  | Nery Domínguez  |
| Amonestado | 59' | Leonardo Sigali |

| Amonestado | 18' | Paulo Díaz |

| Árbitro             | Darío Herrera       |
| Árbitros asistentes | Diego Bonfá         |
| Árbitros asistentes | Ezequiel Brailovsky |
| Cuarto árbitro      | Hernán Mastrángelo  |
| Quinto árbitro      | Gisela Trucco       |

| 1          | Guardameta     | Gabriel Arias      |     |  |
| 8          | Defensa        | Fabricio Domínguez |     |  |
| 30         | Defensa        | Leonardo Sigali    | 78' |  |
| 40         | Defensa        | Joaquín Novillo    |     |  |
| 35         | Defensa        | Lorenzo Melgarejo  |     |  |
| 23         | Centrocampista | Nery Domínguez     | 66' |  |
| 19         | Centrocampista | Leonel Miranda     |     |  |
| 28         | Centrocampista | Tomás Chancalay    | 87' |  |
| 22         | Centrocampista | Nicolás Reniero    | 46' |  |
| 10         | Centrocampista | Matías Rojas       | 66' |  |
| 9          | Delantero      | Enzo Copetti       |     |  |
| Entrenador | Entrenador     | Juan Antonio Pizzi |     |  |

| 1          | Guardameta     | Franco Armani      |     |
| 17         | Defensa        | Paulo Díaz         |     |
| 2          | Defensa        | Robert Rojas       |     |
| 6          | Defensa        | David Martínez     |     |
| 20         | Defensa        | Milton Casco       |     |
| 24         | Centrocampista | Enzo Pérez         | 82' |
| 3          | Defensa        | Fabrizio Angileri  |     |
| 11         | Centrocampista | Nicolás de la Cruz | 82' |
| 10         | Centrocampista | Jorge Carrascal    | 61' |
| 7          | Delantero      | Matías Suárez      | 82' |
| 19         | Delantero      | Rafael Borré       | 67' |
| Entrenador | Entrenador     | Marcelo Gallardo   |     |

| 29 | Centrocampista | Aníbal Moreno      | 46' |
| 20 | Delantero      | Darío Cvitanich    | 66' |
| 15 | Centrocampista | Ignacio Piatti     | 66' |
| 16 | Centrocampista | Mauricio Martínez  | 78' |
| 18 | Defensa        | Ezequiel Schelotto | 87' |

| 8  | Centrocampista | Agustín Palavecino | 61' |
| 9  | Delantero      | Julián Álvarez     | 67' |
| 23 | Centrocampista | Leonardo Ponzio    | 82' |
| 5  | Centrocampista | Bruno Zuculini     | 82' |
| 15 | Delantero      | Federico Girotti   | 82' |

| Anotado           | 31' | Rafael Borré       | 0:1 |
| Anotado           | 69' | Julián Álvarez     | 0:2 |
| Anotado           | 70' | Nicolás de la Cruz | 0:3 |
| Anotado · Autogol | 73' | Leonel Miranda     | 0:4 |
| Anotado           | 81' | Matías Suárez      | 0:5 |

| Amonestado | 8'  | Nery Domínguez  |
| Amonestado | 59' | Leonardo Sigali |

| Amonestado | 18' | Paulo Díaz |

| Árbitro             | Darío Herrera       |
| Árbitros asistentes | Diego Bonfá         |
| Árbitros asistentes | Ezequiel Brailovsky |
| Cuarto árbitro      | Hernán Mastrángelo  |
| Quinto árbitro      | Gisela Trucco       |

| Estadísticas       | Racing Club | River Plate |
| ------------------ | ----------- | ----------- |
| Tiros              | 8           | 16          |
| Tiros al arco      | 2           | 6           |
| Faltas             | 15          | 10          |
| Tiros de esquina   | 4           | 8           |
| Penales            | 0           | 0           |
| Fueras de juego    | 0           | 5           |
| Posesión del balón | 43%         | 57%         |